# Redmond (West-Australië)
Redmond is een plaats in de regio Great Southern in West-Australië. Het ligt 399 kilometer ten zuidzuidoosten van Perth, 496 kilometer ten westzuidwesten van Esperance en 29 kilometer ten noordwesten van Albany. In 2021 telde Redmond 208 inwoners tegenover 309 in 2006.

## Geschiedenis
De oorspronkelijke bewoners van de streek waren de Minang Nyungah Aborigines.
In 1912 werd in de streek een spooraansluiting van de Great Southern Railway aangelegd. Deze aansluiting werd eerst Moolicup, vervolgens Mulikupp en uiteindelijk Redmond genoemd.
De districtslandmeter merkte het jaar erop dat er vraag naar grondkavels was van mensen die zich nabij de spooraansluiting wensten te vestigen. Er werden kavels opgemeten en een school gebouwd. In 1916 werd het dorp officieel gesticht en Redmond genoemd naar de spooraansluiting. Met Redmond werd vermoedelijk naar John Edward Redmond, een Iers nationalistisch leider en fractieleider van de Home Rule League in het Britse parlement, verwezen.

## 21e eeuw
Redmond maakt deel uit van het lokale bestuursgebied City of Albany. Het wordt door de Redmond-Hay River Road met de Albany Highway verbonden.

## Klimaat
Redmond kent een gematigd mediterraan klimaat, Csb volgens de klimaatclassificatie van Köppen. De gemiddelde jaarlijkse temperatuur ligt rond 15,5 °C en de gemiddelde jaarlijkse neerslag bedraagt iets meer dan 800 mm.